# 佐世元嘉
佐世 元嘉（させ もとよし）は、戦国時代から江戸時代初期にかけての武将。尼子氏・毛利氏の家臣で長州藩士。長州藩では初代当職を務める。石見守と称す。佐世清宗の次男。

## 生涯
天文15年（1546年）、佐世清宗の次男として生まれる。
初めは父や兄と共に尼子氏に仕えたが、永禄9年（1566年）の毛利元就による月山富田城の戦いの際に毛利氏に降伏しその家臣となった。なお、この時に弟の佐世大二郎が城内に取り残され、尼子氏に殺害された。毛利氏に仕えて以後は尼子氏旧臣ながらも、譜代家臣との区別無く重用された。
天正14年（1586年）、元就の孫・毛利輝元が児玉元良の娘で杉元宣の妻であった二の丸殿を奪う際に、元嘉や杉山元澄・就澄親子に命じて略奪させたと言われている。
天正20年（1592年）から始まる豊臣氏による朝鮮出兵で、主君の輝元が肥前名護屋城に滞陣している間は留守となっている毛利領の政治を任されている。また、輝元が朝鮮から帰国した文禄2年（1593年）8月以降、毛利氏の中央行政は、元嘉のほかに二宮就辰、榎本元吉、堅田元慶、張元至の5人の輝元出頭人が担うようになった。この5人は、様々な出自や経歴を持つ人物たちで、出自や家格にとらわれず能力評価に基づいて人材登用を図る輝元の姿勢が窺える。文禄3年（1594年）9月10日、輝元から「石見守」の受領名を与えられた。
慶長5年（1600年）の関ヶ原の戦いに際しても、広島城の留守居役を務め、毛利氏の防長移封後は旧所領の六ヶ国返租問題の解決に取り組み、その解決に導いた。長州藩の重職の当職になったのも元嘉が最初である。また、一国一城令で廃城になるまで周防国山口の高嶺城の城番を務めた。
しかし、次第に輝元は嫡男・秀就の伯父である児玉元兼や譜代家臣筆頭格の福原広俊、有力国人筆頭格の益田元祥を重用するようになっていた。この3人は幕府との交渉に携わって上方へ滞在することも多いが、元嘉は在国していることが多いため幕閣との親交が深くなく、毛利氏減封の一因とされた伊予出兵に元嘉が深く関与していたことも影響し、そうした幕府との関係の浅さが元嘉の権限を制約していった。そのため、元嘉は慶長13年（1608年）頃には当職の座を退いている。翌慶長14年（1609年）には「佐世宗孚書案」を記した。
慶長6年（1601年）7月2日、兄の正勝が嗣子のいないまま死去したため、元嘉の嫡男である元量が佐世氏の家督と正勝の知行300石を相続した。慶長8年（1603年）12月29日に輝元から「長門守」の受領名を与えられ、慶長18年（1613年）7月23日には2633石余の知行を与えられた。
隠居に際しては子の元量に2000石の知行を譲り渡し、元和6年（1620年）7月9日に死去した。享年75。
なお、幕末の志士で後に萩の乱の首謀者となった前原一誠は元嘉の末裔にあたる。